# Ferris Bueller's Day Off
Ferris Bueller's Day Off is een Amerikaanse komische film uit 1986 van regisseur John Hughes. Het was de op tien na best verkopende film van dat jaar. Hoofdrolspeler Matthew Broderick verdiende er een nominatie voor een Golden Globe mee.

## Verhaal
Ferris Bueller, zijn vriendinnetje Sloane Peterson en zijn beste vriend Cameron Frye zijn drie scholieren. Op een zonnige dag besluit Ferris een dag te spijbelen en hij neemt Cameron en Sloane daar in mee. Ze gaan stiekem met de Ferrari van de vader van Cameron op stap in Chicago. De ouders hebben niet in de gaten dat hun kinderen spijbelen, maar schoolhoofd Edward R. Rooney ruikt wel onraad. Hij zet alles op alles om de tieners te betrappen. Maar met technische snufjes en gladde praatjes weet met name Bueller de dag toch tot een feest te maken en blijven ze uit handen van het schoolhoofd.
Tijdens hun zogenaamde "vrije dag" bezoeken ze de stad, krijgen ze het voor elkaar om in een chique restaurant te eten, bezoeken ze een honkbalwedstrijd en gaan ze naar een parade. Jeanie, de zus van Ferris, besluit om Ferris te betrappen, maar ze treft Rooney aan, die het huis binnengeslopen is. Ze slaat hem in paniek knock-out en belt de politie. Als de politie arriveert is Rooney reeds gevlucht en wordt Jeanie zelf opgepakt omdat ze een valse melding gemaakt zou hebben. Op het politiebureau wordt ze verliefd op een drugsdealer. De twee praten en zoenen met elkaar. Hierdoor verandert Jeanie en ze raakt haar somberheid kwijt. De smoorverliefde Jeanie wordt opgehaald door haar moeder.
Als Ferris, Cameron en Sloane weer terug zijn proberen ze de kilometerteller van de Ferrari van de vader van Cameron weer terug te laten lopen door de auto op een krik achteruit te laten rijden. Dit werkt niet en Cameron schopt in frustratie tegen de auto, waarna deze loskomt en door het raam naar beneden valt. Ferris biedt aan de schuld op zich te nemen maar Cameron besluit zelf zijn dominante vader te confronteren.
Nu moet Ferris nog op tijd thuis zijn voordat zijn ouders thuiskomen en het wordt een race tegen de klok. Onderweg ziet Jeanie hem vanuit de auto maar het lukt haar niet om haar moeder erop te wijzen. Het wordt nu een race tussen de twee om wie het eerste thuis is. Jeanie wordt echter door haar rijstijl aangehouden door de politie. Als Ferris bij zijn huis komt wordt hij gezien door Rooney maar Jeanie laat hem toch binnen. Ferris duikt net op tijd zijn bed in. Zijn ouders komen zijn kamer binnen en Rooney wordt achterna gezeten door de hond. Rooney krijgt een lift van een schoolbus.

## Rolverdeling
| Acteur            | Personage                       |
| ----------------- | ------------------------------- |
| Matthew Broderick | Ferris Bueller                  |
| Alan Ruck         | Cameron Frye                    |
| Mia Sara          | Sloane Peterson                 |
| Jeffrey Jones     | Ed Rooney (schoolhoofd)         |
| Jennifer Grey     | Jeanie Bueller (zus van Ferris) |
| Cindy Pickett     | Katie Bueller                   |
| Lyman Ward        | Tom Bueller                     |
| Edie McClurg      | Secretaresse Grace              |
| Charlie Sheen     | Jongen op het politiebureau     |
| Ben Stein         | Leraar economie                 |
| Del Close         | Leraar Engels                   |
| Virginia Capers   | Florence Sparrow                |
| Kristy Swanson    | Simone Adamley                  |

## Achtergrond
In 2022 behandelde Martin Koolhoven de film in zijn programma De kijk van Koolhoven. Hij stelde dat het verhaal vooral gedragen wordt door het karakter Cameron die door Ferris en Mia op sleeptouw wordt genomen en een transformatie ondergaat. Ook is de film door Cameron fijn om naar te kijken aangezien Ferris helemaal niet om uit te staan is. Koolhoven benoemde ook een alternatieve interpretatie, namelijk dat Ferris alleen maar in de fantasie van Cameron voorkomt, vergelijkbaar met Fight Club. Ferris inspireert hem om een grote bek te geven, de auto van z'n vader mee te nemen en om met de mooie Sloane te zoenen.
Het slaapverwekkende college dat door Ben Stein gegeven wordt over de Smoot-Hawley Tariff Act is geïmproviseerd. Deze acteur gaf het college voor de lol tussen de opnames door maar men vond het zo goed dat het in de film werd verwerkt. In de film worden volwassenen en met name onderwijzers afgeschilderd als saai, incompetent en zelfvergenoegd. Ze zijn er kennelijk alleen op uit om jongeren ervan te weerhouden lol te hebben. De reden dat schoolhoofd Rooney geen enkel moeite spaart om Ferris kostte wat het kost te betrappen en vervolgens zijn status af te nemen komt voort uit een diepe jaloezie.
Ferris doorbreekt af en toe de vierde wand, oftewel hij praat tegen het publiek om zijn technieken en gedachten toe te lichten. De film speelt zich af in Chicago, wat een enigszins ongebruikelijk filmlocatie is. Hughes gaf aan dat hij een liefhebber van de stad is. Tijdens de film komen de nodige bekende bouwwerken uit de stad aan bod.

## Trivia

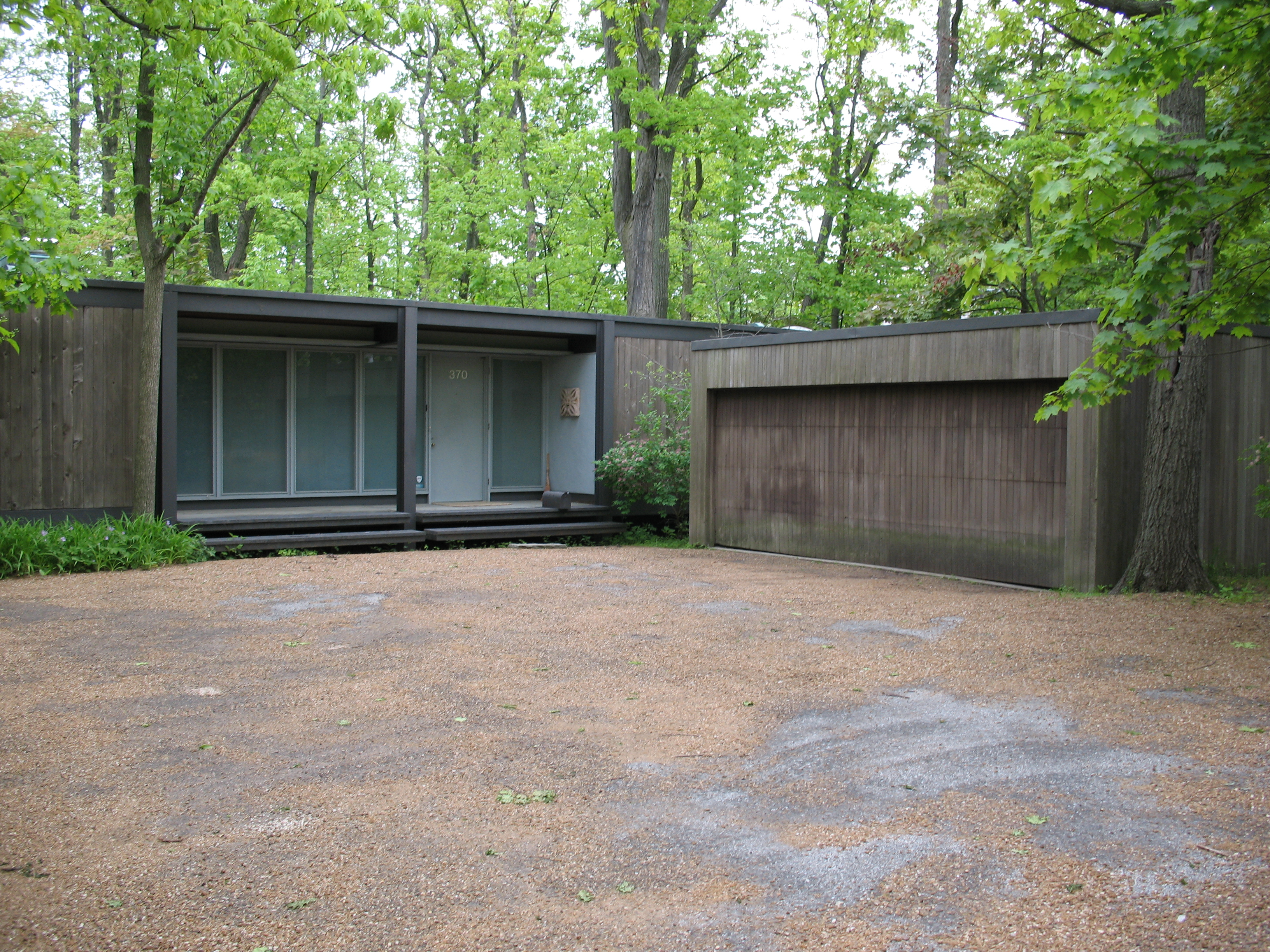
Ben Rose House in Highland Park, in de buurt van Chicago.

- De Ferrari 250 GT California Spider is een zeer zeldzaam en duur model. Voor de film zijn een paar replica's gebruikt, gebouwd op het chassis van een Ford Mustang. Zo ook het exemplaar dat aan het eind van de film door het raam valt. Een echte model werd slechts voor enkele shots gebruikt.
- Het huis van de vader van Cameron is een villa gebouwd in de stijl van mid-century modern, gebouwd door James Speyer, een leerling van  Mies van der Rohe.
- Acteur Alan Ruck (Cameron) speelde een tiener, maar was ten tijde van de film in realiteit 29 jaar oud.

## De serie 'Ferris Bueller'
In navolging van het succes van de film, werd er begin jaren 90 een televisieserie Ferris Bueller gemaakt. Hoewel aanvankelijk veelbelovend, bleef de serie in populariteit achter bij soortgelijke series als Saved by the Bell en Parker Lewis. In Nederland werd de serie enige tijd door de AVRO uitgezonden op Nederland 1.